# Chrisman (Illinois)
Pour les articles homonymes, voir Chrisman.
Chrisman est une ville du comté d'Edgar, en Illinois, aux États-Unis. Elle est incorporée le 29 juin 1894,. Lors du recensement de 2010, la ville comptait une population de 1 343 habitants.

## Source de la traduction
- (en) Cet article est partiellement ou en totalité issu de l’article de Wikipédia en anglais intitulé « Chrisman, Illinois » (voir la liste des auteurs).